# Faido (Tessin)
Pour les articles homonymes, voir Faido (homonymie).
Faido est une commune suisse du canton du Tessin, chef-lieu du district de Léventine.

## Histoire

Photo aérienne prise par Walter Mittelholzer (1931).

Situé au centre de la Léventine et à l'entrée des gorges du Monte Piottino, le village de Faido est le chef-lieu de la vallée depuis le Moyen Âge. La commune a connu un fort développement lors de la construction de la route, puis du tunnel ferroviaire du Saint-Gothard qui ont favorisé le développement du tourisme jusqu'à la Première Guerre mondiale. 
Le 5 juin 2005, les habitants de Faido ont accepté, par 465 voix contre 64, l'incorporation des communes de Calonico, Chiggiogna et Rossura dans la leur. La fusion est effective dès le 12 octobre 2005.
Le 1er avril 2012, elle a fusionné avec les communes de Anzonico, Calpiogna, Campello, Cavagnago, Chironico, Mairengo et Osco. Le 1er janvier 2017, elle a englobé l'ancienne commune de Sobrio.

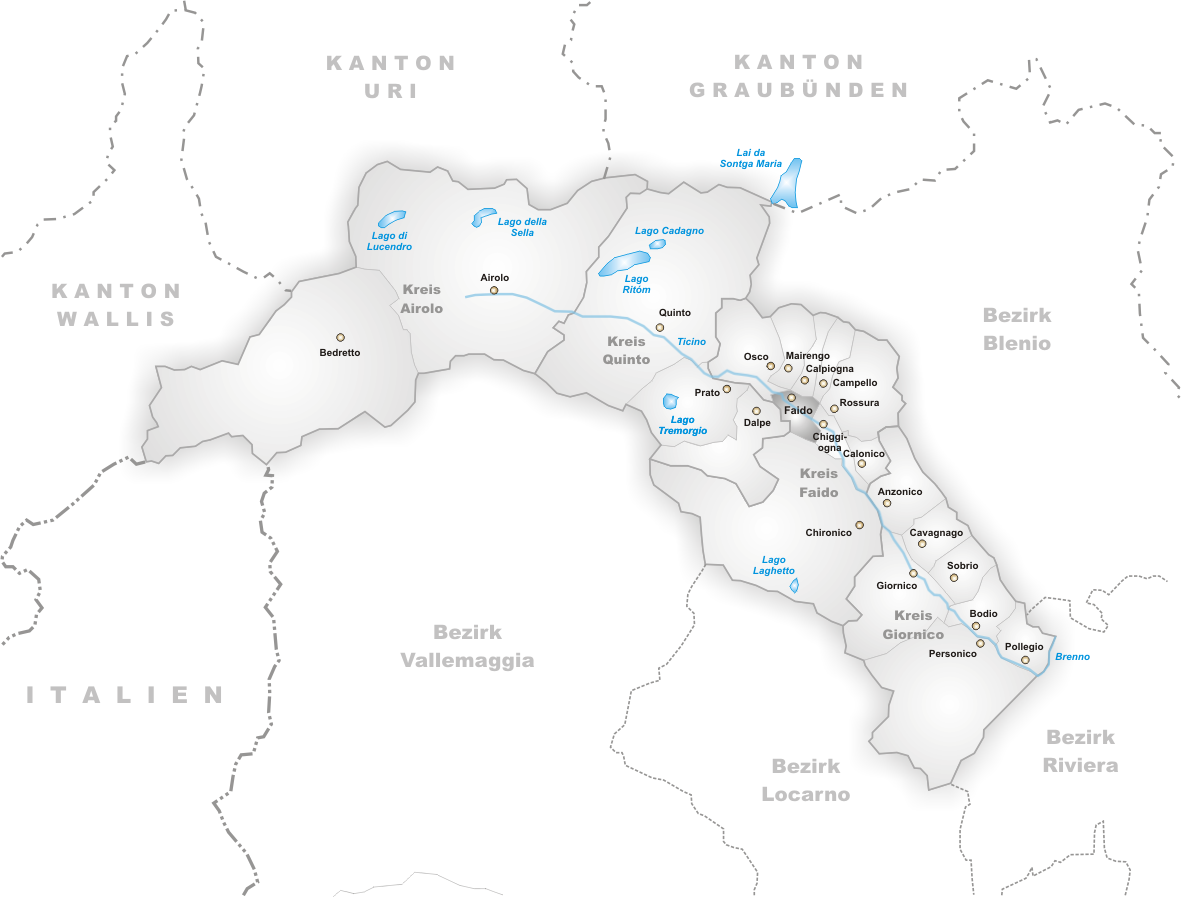
La commune de Faido jusqu'à la fusion de 2005.
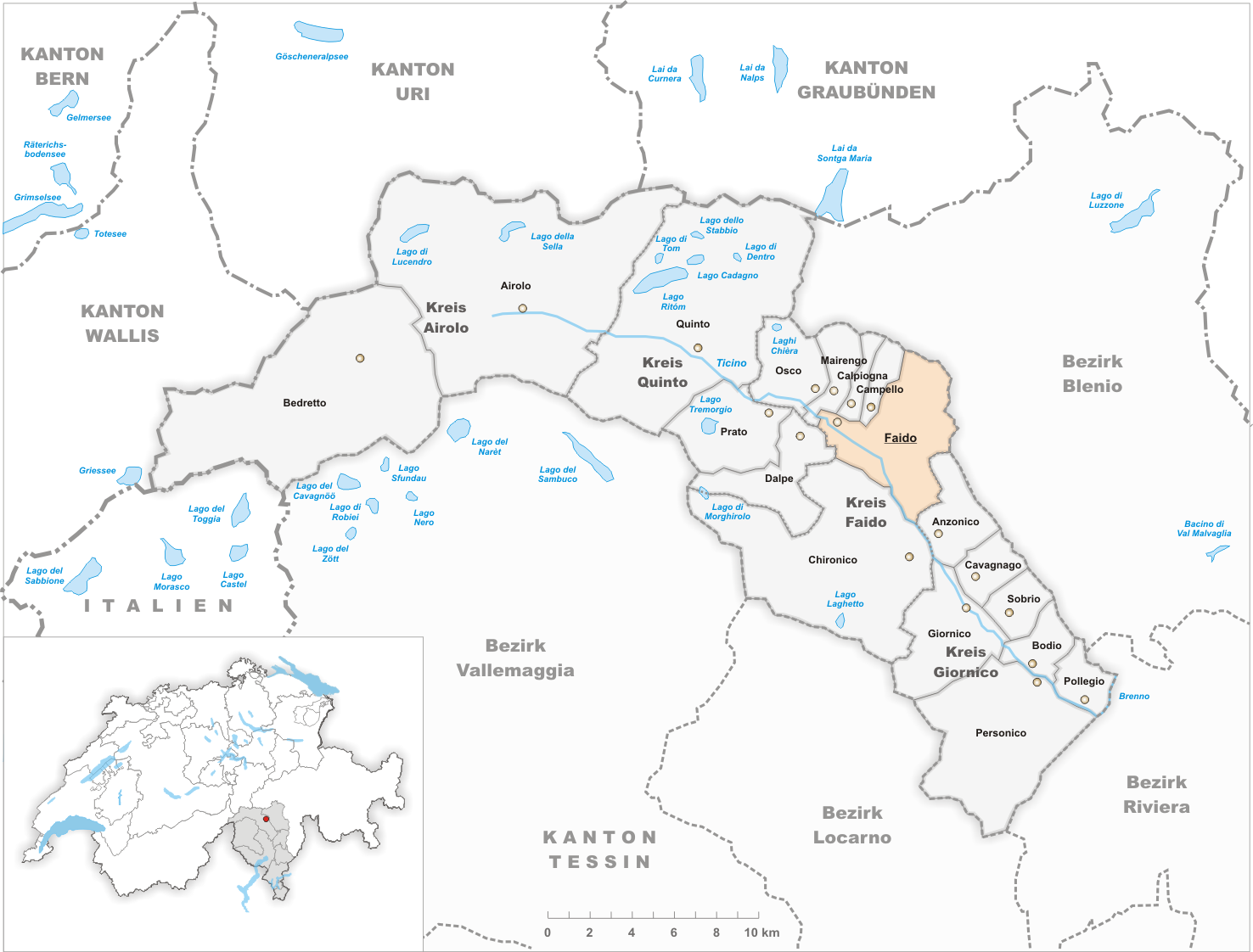
La commune de Faido jusqu'à la fusion du 1er avril 2012.
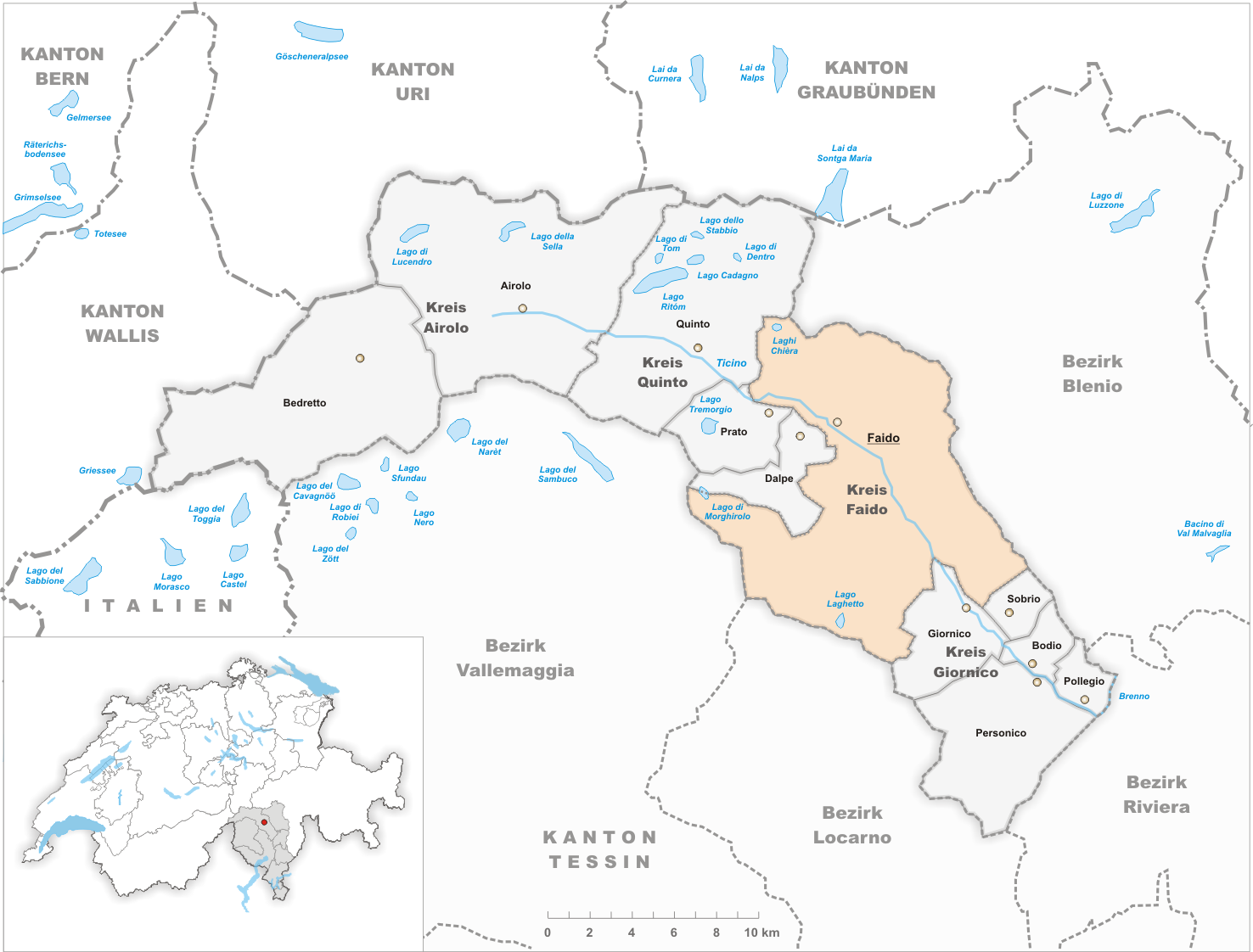
La commune de Faido avant l'absorption de celle de Sobrio.

## Patrimoine bâti
Dans le village de Faido se trouve une maison, appelée Casa Selvini, inscrite comme bien culturel d'importance nationale.